# Човек, икономика и държава
„Човек, икономика и държава: трактат върху икономическите принципи“ (на английски: Man, Economy, and State: A Treatise on Economic Principles) е книга на американския икономист Мъри Ротбард, издадена през 1962 година.
Тя излага възгледите на Австрийската школа по широк кръг икономически въпроси, като избор, обмен, пари, потребление, производство, разпределение, стопански цикли, бизнес организация и икономическа политика. Книгата оказва силно влияние върху либертарианското движение в Съединените щати.